# Eva Habermann

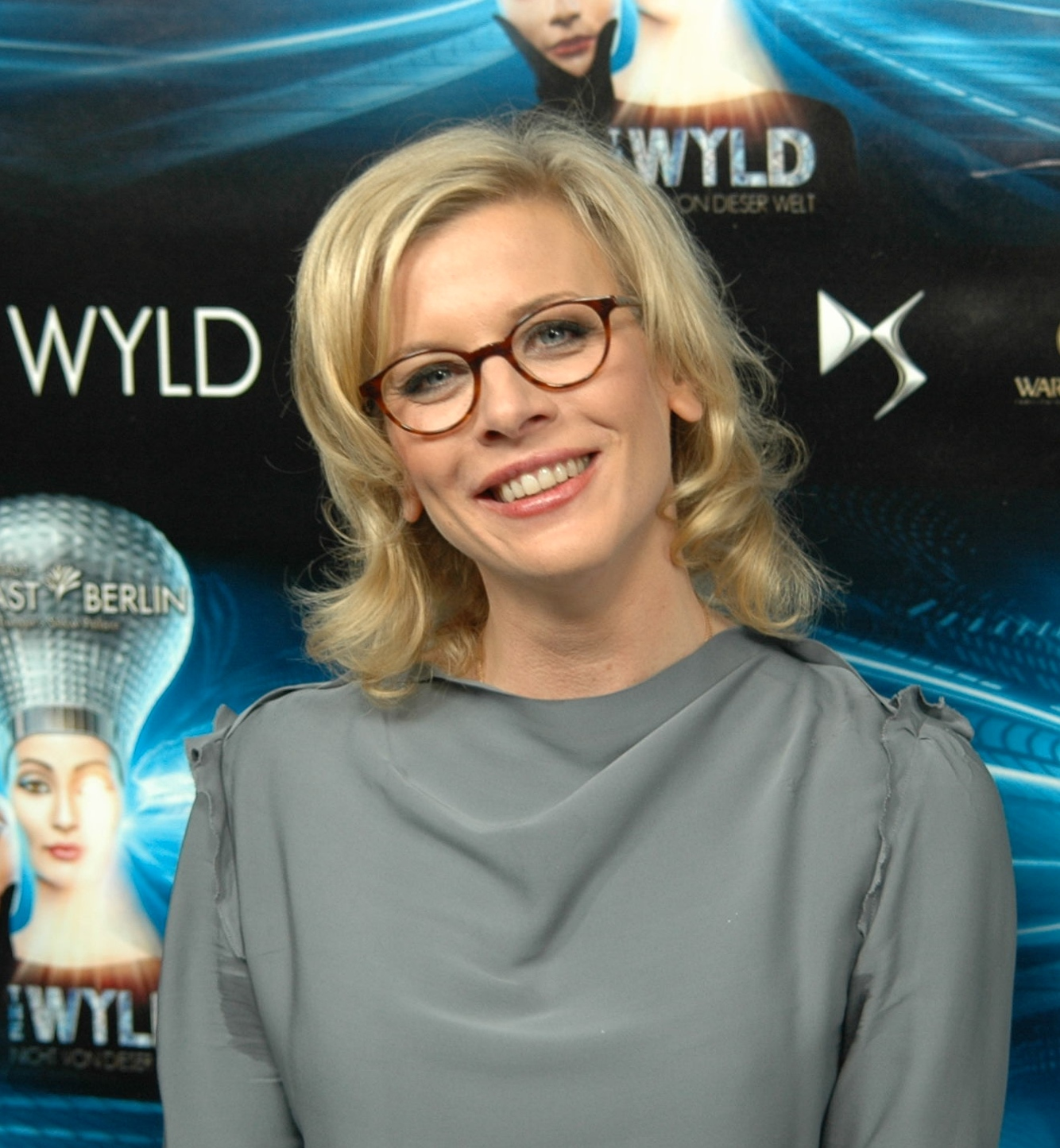
Eva Habermann (2014)

Eva Habermann est une actrice allemande née le 16 janvier 1976 à Hambourg (Allemagne).

## Filmographie partielle

### Cinéma
- 2005 : Le Clown : Le film : Leah Diehl
- 2020 : Cyst : Patricia

### Télévision

#### Série télévisée
- 1996 : Lexx (saison 1) : Zev
- 1998 : Lexx (Saison 2 - épisodes 1 et 2) : Zev
- 1998 : Rex, chien flic (Saison 4, épisode 12) : Karin Klein
- 2002 : Anges de choc (Saison 1) : Lena Heitmann

#### Téléfilm
- 2004 : À la recherche du Passé de Marco Serafini : Leila Penbelton
- 2006 : Le courrier du destin
- 2006 : Les exigences du cœur : Sarah Ripley
- 2006 : Mensonges et amour : Anja Nolte
- 2007 : La famille s'agrandit (Neue Zeiten) : Erin O'Toole
- 2008 : Avalanche de Jörg Lühdorff : Valérie Lutz
- 2010 : Une nounou à croquer : Eliza Myers